# Kudos Film and Television

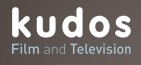
Logo

Kudos Film and Television is een Britse film- en televisieproductiemaatschappij gespecialiseerd in de productie van dramaseries. Bekende producties van Kudos zijn Spooks, Hustle, Life on Mars en Ashes to Ashes.
Kudos werd als onafhankelijke productiemaatschappij opgericht in 1992 door Stephen Garrett en Debbie Mason. Mason verliet het bedrijf in 2000. Kudos wordt anno 2009 geleid door Stephen Garrett en Jane Featherstone, die in 2000 als Hoofd Drama voor Kudos begon te werken.
In 2006 werd het bedrijf voor 35 miljoen pond (52 miljoen euro) gekocht door Shine Limited. Shine Limited, Kudos, Reveille, Princess Productions en Dragonfly vormen samen de Shine Group, maar opereren als zelfstandige bedrijven.
Kudos-producties vielen veelvuldig in de prijzen, waaronder de prestigieuze BAFTA Awards (voor Life on Mars en Spooks) en Internationale Emmy Awards (voor het eerste en tweede seizoen van Life on Mars en The Magician's House). In 2007 en 2009 werd Kudos door vakgenoten verkozen tot meest gewaardeerde onafhankelijke Britse productiemaatschappij.

## Producties

### Televisie
| Looptijd  | Programma                                              | Type                 | Distributeur         |
| --------- | ------------------------------------------------------ | -------------------- | -------------------- |
| 1993      | Come on Down and Out                                   | satirische spelshow  | Channel 4            |
| 1993      | The Complete Guide to Relationships (Comedy Playhouse) | comedy               | ITV                  |
| 1993–1994 | Good Ideas of the 20th Century                         | serie                | ?                    |
| 1993–1996 | Screaming Reels                                        | hengelsportprogramma | Channel 4            |
| 1993–1998 | Rory Bremner, Who Else?                                | sketchshow           | Channel 4            |
| 1995–1998 | Desperately Seeking Something                          | documentaireserie    | Channel 4            |
| 1997      | Roald Dahl's Revolting Recipes                         | kinderkookprogramma  | BBC                  |
| 1998      | Nigel Slater's Real Food                               | kookprogramma        | Channel 4            |
| 1999      | Psychos                                                | medisch drama        | Channel 4            |
| 1999      | The Magician's House                                   | fantasy familiedrama | BBC Worldwide        |
| 2001      | Confidence Lab                                         | realitysoap          | BBC Two              |
| 2002–     | Spooks                                                 | spionagedrama        | BBC Worldwide        |
| 2004–     | Hustle                                                 | misdaadserie         | BBC Worldwide        |
| 2006      | The Amazing Mrs Pritchard                              | comedy               | BBC Worldwide        |
| 2006–2007 | Life on Mars                                           | SF-politieserie      | BBC Worldwide        |
| 2007      | Nearly Famous                                          | jeugddramaserie      | E4                   |
| 2007–     | M.I.High                                               | jeugdserie           | BBC Worldwide        |
| 2008      | Spooks: Code 9                                         | spionagedrama        | BBC Worldwide        |
| 2008–2009 | Moving Wallpaper                                       | comedy               | ITV                  |
| 2008–     | The Fixer                                              | misdaadserie         | ITV                  |
| 2008–2010 | Ashes to Ashes                                         | serie                | BBC Worldwide        |
| 2008      | Burn Up                                                | miniserie            | Alchemy Distribution |
| 2008–     | Echo Beach                                             | serie                | ITV                  |
| 2009      | Law and Order: UK                                      | misdaadserie         | NBC Universal        |
| 2009–     | Occupation                                             | oorlogsdramaserie    | BBC One              |
| 2009–     | Plus One                                               | comedy               | Channel 4            |
| 2013–     | Broadchurch                                            | misdaadserie         | ITV                  |

### Film
| Jaar | Titel                                       |
| ---- | ------------------------------------------- |
| 2003 | Pleasureland (televisiefilm)                |
| 2004 | Comfortably Numb (televisiefilm)            |
| 2005 | Child of Mine (televisiefilm)               |
| 2006 | Scars (televisiefilm)                       |
| 2006 | Tsunami: the Aftermath (televisiefilm)      |
| 2006 | Wide Sargasso Sea (televisiefilm)           |
| 2007 | Eastern Promises                            |
| 2007 | Secret Life (televisiefilm)                 |
| 2008 | Miss Pettigrew Lives for a Day              |
| 2008 | The Crimson Wing: Mystery of the Flamingos  |
| 2008 | The Doctor Who Hears Voices (televisiefilm) |
| 2008 | West 10 Ldn (televisiefilm)                 |